# Emma Wassell
Pas d'image ? Cliquez ici

a Compétitions nationales et continentales officielles uniquement.

b Matchs officiels uniquement.
Dernière mise à jour le 22 juin 2025.
Emma Wassell, née le 28 décembre 1994 à Aberdeen (Écosse), est une joueuse internationale écossaise de rugby à XV évoluant aux postes de deuxième ligne ou de troisième ligne aile.

## Biographie
Emma Wassell naît le 28 décembre 1994 à Aberdeen en Écosse. Elle pratique d'abord la gymnastique, puis commence le rugby à XV en scolaire, à l'âge de 15 ans.
Elle fait ses débuts en équipe en équipe d'Écosse le 3 février 2014, lors du Six Nations. À compter de ce jour, elle établit un record en disputant 54 matchs internationaux consécutifs avec l'Écosse, sur une période de huit ans.
En fin de saison 2020-2021, elle part jouer en Angleterre, avec le club du Loughborough Lightning.
Elle compte 57 sélections en équipe d'Écosse quand elle est retenue en septembre 2022 pour disputer la Coupe du monde en Nouvelle-Zélande.
À l'automne 2023, elle remporte avec l'équipe d'Écosse la première édition du WXV, dans la deuxième division organisée en Afrique du Sud. À la suite du décès de sa mère, elle rate plusieurs matchs du Tournoi des Six Nations 2024.
Sélectionnée pour le WXV 2024, elle doit renoncer à la compétition après la découverte d'une tumeur dans sa poitrine : elle doit subir une opération qui lui fait rater toute la saison. Elle est cependant rétablie et retenue pour préparer la Coupe du monde.

## Palmarès

### En club
- Vainqueur du Championnat d'Écosse en 2016 et 2017.

### En équipe nationale
- Vainqueur du WXV 2 en 2023.